# HC Kometa Brno v Československé hokejové lize 1989/1990
HC Kometa Brno v Československé hokejové lize 1989/1990 nebyla úspěšná. Družstvo hrající v nejvyšší soutěži v ročníku 1989/1990 ještě pod názvem Zetor Brno se pohybovalo spíše na konci tabulky. V posledním kole muselo porazit Plzeň, ale prohra 1:5 znamenala prolínací soutěž. Československá liga se pro další sezónu rozšiřovala na 14 týmů, z prolínací soutěže tedy postupovala čtyři mužstva ze šesti. Zetoru se dařilo doma, prohrál jen s Nitrou. Venku se ale tradičně Brnu nedařilo a nezískalo ani bod. V posledním kole muselo uspět v Bratislavě proti Slovanu a spoléhat na prohru Nitry, která se představila ve Vimperku. Ani jeden z těchto výsledků nevyšel, a Zetor tak opět po roce spadl do nižší soutěže.

## Nejlepší 1989 / 1990
| Jméno                            | Počet zápasů | Branky | Nahrávky | Body |
| -------------------------------- | ------------ | ------ | -------- | ---- |
| Základní část + prolínací soutěž |              |        |          |      |
| Michal Konečný                   | 39           | 19     | 13       | 32   |
| Igor Čikl                        | 39           | 16     | 13       | 29   |
| Jiří Rech                        | 44           | 12     | 10       | 22   |
| Pavel Nohel                      | 44           | 8      | 10       | 18   |
| Ota Jungwirth                    | 35           | 9      | 6        | 15   |
| Radek Haman                      | 44           | 9      | 5        | 14   |
| Zdeněk Malý                      | 37           | 3      | 11       | 14   |
| Martin Dufek                     | 38           | 8      | 4        | 12   |
| Pavel Kocour                     | 32           | 6      | 4        | 10   |
| Roman Meluzín                    | 34           | 4      | 6        | 10   |

## Základní část
|                           | Počet utkání | Výhry | Remízy | Prohry | Skóre   | Body |
| ------------------------- | ------------ | ----- | ------ | ------ | ------- | ---- |
| Celková bilance 1989/1990 | 44           | 10    | 10     | 24     | 123:181 | 30   |

## HC CHZ Litvínov
- TJ Zetor Brno - HC CHZ Litvínov 1 : 3
- HC CHZ Litvínov  - TJ Zetor Brno 4 : 2
- TJ Zetor Brno - HC CHZ Litvínov  4 : 4
- HC CHZ Litvínov  - TJ Zetor Brno 8 : 1

## TJ Sparta ČKD Praha
- TJ Zetor Brno - TJ Sparta ČKD Praha 1 : 5
- TJ Sparta ČKD Praha - TJ Zetor Brno 5 : 2
- TJ Zetor Brno - TJ Sparta ČKD Praha 4 : 3
- TJ Sparta ČKD Praha - TJ Zetor Brno 3 : 3

## TJ Tesla Pardubice
- TJ Tesla Pardubice - TJ Zetor Brno 7 : 4
- TJ Zetor Brno - TJ Tesla Pardubice  4 : 2
- TJ Tesla Pardubice - TJ Zetor Brno 4 : 5
- TJ Zetor Brno - TJ Tesla Pardubice 1 : 3

## TJ VSŽ Košice
- TJ Zetor Brno - TJ VSŽ Košice 2 : 3
- TJ VSŽ Košice - TJ Zetor Brno 8 : 1
- TJ Zetor Brno - TJ VSŽ Košice 3 : 3
- TJ VSŽ Košice - TJ Zetor Brno 5 : 2

## TJ Vítkovice
- TJ Vítkovice - TJ Zetor Brno 2 : 4
- TJ Zetor Brno - TJ Vítkovice 1 : 5
- TJ Vítkovice - TJ Zetor Brno 2 : 4
- TJ Zetor Brno - TJ Vítkovice 4 : 4

## Poldi SONP Kladno
- TJ Zetor Brno - Poldi SONP Kladno 6 : 6
- Poldi SONP Kladno - TJ Zetor Brno 6 : 4
- TJ Zetor Brno - Poldi SONP Kladno 3 : 3
- Poldi SONP Kladno - TJ Zetor Brno 5 : 1

## TJ Gottwaldov/TJ Zlín
- TJ Gottwaldov - TJ Zetor Brno 4 : 2
- TJ Zetor Brno - TJ Gottwaldov 6 : 6
- TJ Gottwaldov - TJ Zetor Brno 2 : 2
- TJ Zetor Brno - TJ Zlín 4 : 1

## TJ Motor České Budějovice
- TJ Zetor Brno - TJ Motor České Budějovice 2 : 2
- TJ Motor České Budějovice - TJ Zetor Brno 3 : 1
- TJ Zetor Brno - TJ Motor České Budějovice 7 : 4
- TJ Motor České Budějovice - TJ Zetor Brno 6 : 4

## ASVŠ Dukla Trenčín
- TJ Zetor Brno - ASVŠ Dukla Trenčín 1 : 3
- ASVŠ Dukla Trenčín - TJ Zetor Brno 5 : 3
- TJ Zetor Brno - ASVŠ Dukla Trenčín 3 : 5
- ASVŠ Dukla Trenčín - TJ Zetor Brno 1 : 4

## TJ Škoda Plzeň
- TJ Škoda Plzeň - TJ Zetor Brno 3 : 3
- TJ Zetor Brno - TJ Škoda Plzeň 5 : 2
- TJ Škoda Plzeň - TJ Zetor Brno 4 : 1
- TJ Zetor Brno - TJ Škoda Plzeň 1 : 5

## ASD Dukla Jihlava
- ASD Dukla Jihlava - TJ Zetor Brno 5 : 1
- TJ Zetor Brno - ASD Dukla Jihlava 3 : 5
- ASD Dukla Jihlava - TJ Zetor Brno 11 : 0
- TJ Zetor Brno - ASD Dukla Jihlava 3 : 1

## Prolínací soutěž

### TJ Tesla Pardubice
- TJ Tesla Pardubice - TJ Zetor Brno 5 : 1
- TJ Zetor Brno - TJ Tesla Pardubice  3 : 2

### DS Olomouc
- DS Olomouc - TJ Zetor Brno 5 : 0
- TJ Zetor Brno - DS Olomouc  4 : 2

### MHC Plastika Nitra
- TJ Zetor Brno - MHC Plastika Nitra 0 : 2
- MHC Plastika Nitra - TJ Zetor Brno 2 : 1

### TJ Šumavan Vimperk
- TJ Šumavan Vimperk - TJ Zetor Brno 5 : 3
- TJ Zetor Brno - TJ Šumavan Vimperk  9 : 2

### Slovan Bratislava
- TJ Zetor Brno - Slovan Bratislava 1 : 0
- Slovan Bratislava - TJ Zetor Brno 3 : 1

| Poř. | Tým                | Z  | V | R | P | VG | OG | B  |
| ---- | ------------------ | -- | - | - | - | -- | -- | -- |
| 1.   | TJ Tesla Pardubice | 10 | 7 | 1 | 2 | 48 | 32 | 15 |
| 2.   | Slovan Bratislava  | 10 | 6 | 0 | 4 | 36 | 20 | 12 |
| 3.   | DS Olomouc         | 10 | 5 | 1 | 4 | 45 | 32 | 11 |
| 4.   | MHC Plastika Nitra | 10 | 5 | 0 | 5 | 34 | 31 | 10 |
| 5.   | TJ Zetor Brno      | 10 | 4 | 0 | 6 | 23 | 28 | 8  |
| 6.   | TJ Šumavan Vimperk | 10 | 2 | 0 | 8 | 21 | 64 | 4  |

## Hráli za Kometu
- Brankáři Karel Čermák • Karel Lang • Jiří Kašpar• Libor Spurný• František Jelínek
- Obránci Alexandr Elsner • Marek Tichý • Jiří Paška • Radovan Bártek • Radek Radvan • Milan Murín • Petr Žváček • Milan Nedoma • Jindřich Vacek • Jaromír Vedral
- Útočníci Roman Meluzín • Igor Čikl • Pavel Kocour • Jiří Rech • Radek Haman • Michal Konečný • Martin Dufek • Pavel Nohel • Josef Duchoslav • Pavel Všianský • Luděk Stehlík • Tomáš Sršeň • Ota Jungwirth • Jaromír Korotvička • Zdeněk Malý • Roman Hubálek